# Малый Урала
Малый Урала — село в Гунибском районе Дагестана. Входит в состав сельского поселения Сельсовет Тлогобский.

## География
Расположено в 14 км к северо-западу от районного центра с. Гуниб, на р. Кунада.

## Население
| 1939 | 1970 | 1989 | 2002 | 2010 | 2021 |
| ---- | ---- | ---- | ---- | ---- | ---- |
| 89   | ↘62  | ↘52  | ↗122 | ↘55  | ↘43  |